# Château d'Escorailles
Le château d'Escorailles est une ancienne enceinte fortifiée située sur la commune d'Escorailles dans le Cantal.

## Historique

### Origines légendaires
Le castrum Scoralium était paraît-il cité dans la « charte de Clovis », donc dès l'an 500 environ.
Mais cette charte était un faux du XIe siècle ou XIIe siècle cité par les moines de Mauriac pour faire valoir leurs droits. Dans la "charte de Clovis" était inséré le polyptyque de l'Abbaye Saint-Pierre-le-Vif-lès-Sens, datée du IXe siècle, dans lequel sont cités nombre de lieux des environs de Mauriac.
Le nom de Scorailles avait, dans la légende, pour origine Scaurius Aurelius, lieutenant de l'empereur Honorius (395-425). Des historiens amateurs du XIXe siècle ont cru reconnaître au bout de la prairie en contrebas du château de La Vigne un tumulus qui aurait été la tombe de ce général romain.
Le légat Marcus Aurelius Scaurus était consul en 110 avant Jésus-Christ (656 de Rome). Une monnaie fut frappée à son nom. À la tête de légions romaines en Provence, que défirent complètement les Cimbres et les Teutons, il fut capturé vers Orange en -108, interrogé et tué. Un Caius Aurelius Scaurus fut avant lui nommé préteur de la Sardaigne. Il s'agit donc juste de l'exploitation astucieuse d'une assonance avec des noms de la gens Aurelia.

## Description

### L'enceinte
Cette enceinte est attestée dès le VIIIe siècle. En effet, Pépin le Bref, dans sa dernière campagne contre Waïfre, duc d'Aquitaine, vint en personne assiéger le castrum Scoralium, et s'en rendit maître dans l'automne 767.
Le texte originel de la conquête par Clovis est « et in eodem anno in mense Augusto iterum perrexit partibus Aquitaniae, Bituricam usque venit ; ibi synodum fecit cum omnibus Francis solito more in campo. et inde iter peragens usque ad Garonnam pervenit, multas roccas et speluncas conquisivit, castrum Scoraliam, Torinnam, Petrociam et reversus est Bituricam. Ibique nuntiatum est de obitu Pauli papae, et ibi celebravit natalem Domini. » où l'on reconnaitrait le nom des châteaux de Scorraille, Turenne et Pérusse (ce dernier lieu dans le canton de Bourganeuf en Creuse).
Les ruines de l'enceinte fortifiée s'élèvent au nord-est et en contrebas du village d'Escorailles, sur un éperon rocheux découpé par un profond méandre de l'Auze, à l'endroit nommé maintenant "La Trizague". On peut encore distinguer plusieurs formes de retranchements.
L'enceinte fortifiée dite de La Trizague, datant du Haut Moyen Âge, a été classée monument historique par arrêté du 8 septembre 1978.

### Le château
Le château d'Escorailles, où est mentionnée la famille de Scorraille dès le XIIe siècle, se distingue de cette enceinte. Le site de l'enceinte fortifiée fut abandonné, et le château féodal se fixa plus haut où il donna naissance au village actuel d'Escorailles vers le XIe siècle. À la suite de plusieurs siècles d'indivision, le château menaçant ruine, la forteresse est abandonnée au milieu du XVIe siècle au profit du château de La Vigne que la famille de Scorailles fait construire non loin de là sur un ancien corps de ferme, à  Ally.
Aujourd'hui, les ruines du château laissent encore apparaître d'énormes pans de murailles, les anciennes fortifications qui formaient un parallélogramme rectangle dont chaque angle était vraisemblablement terminé par une tour. Une grosse tour est encore en bon état et une autre couverte de lierre.

## Galerie

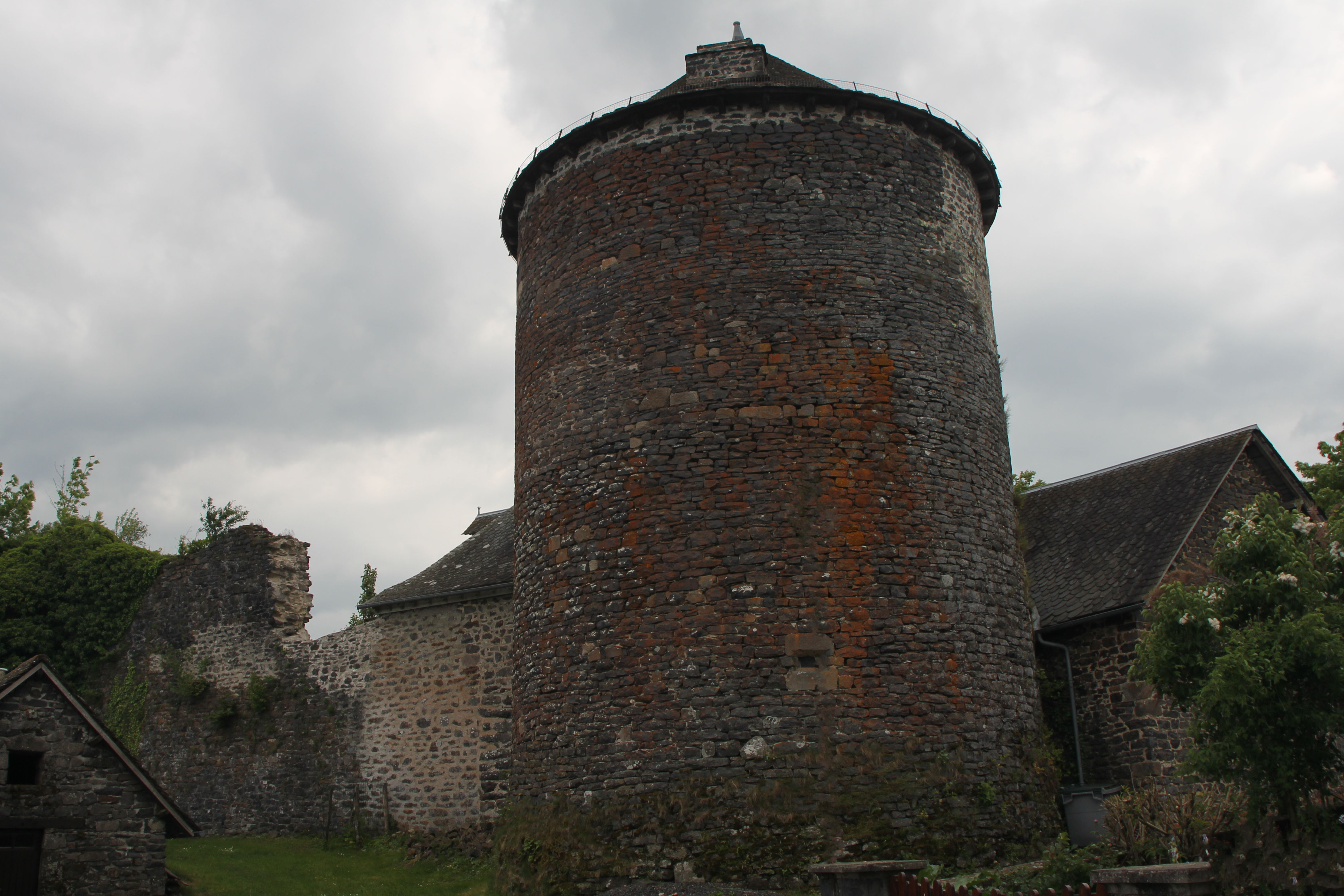
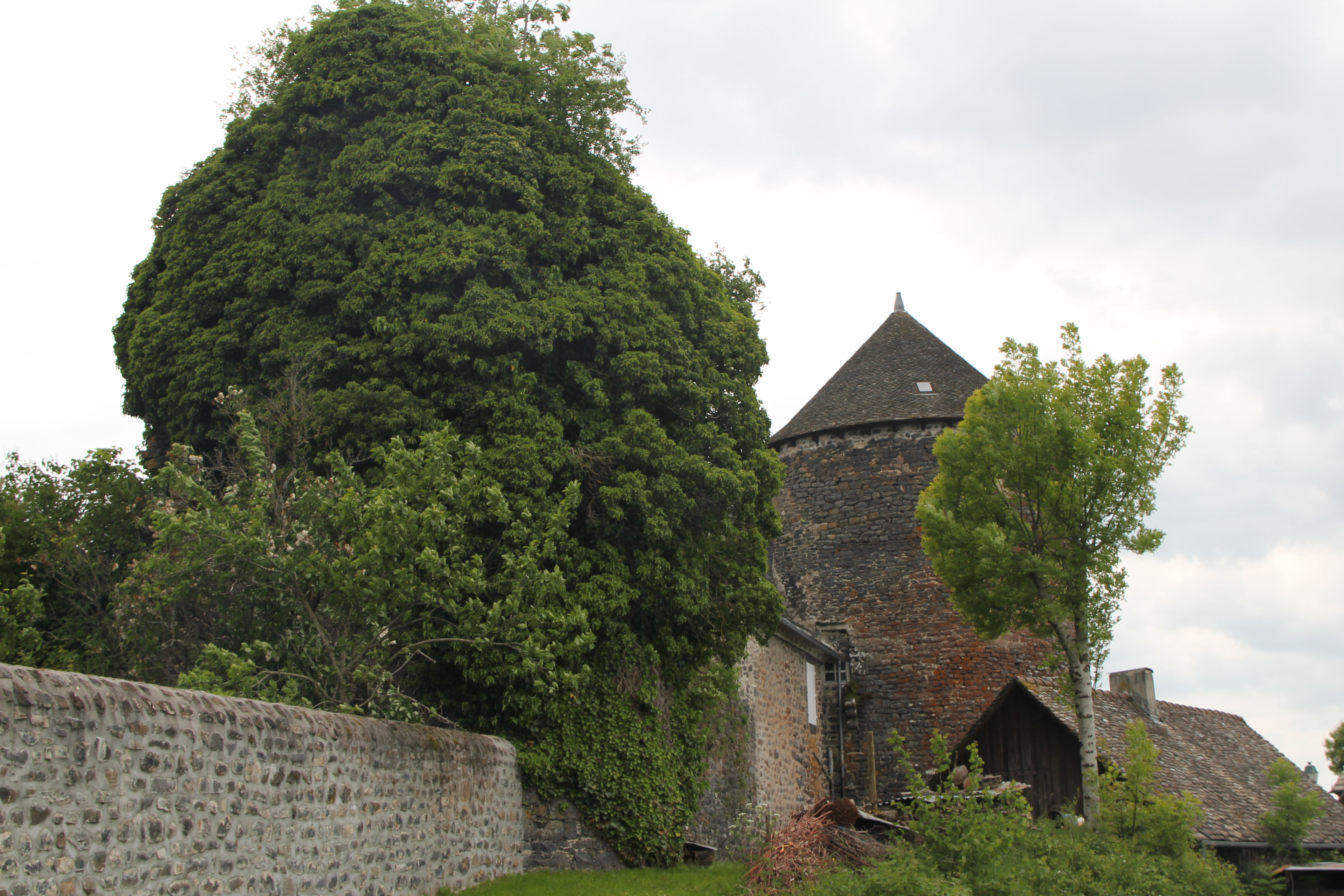
Tour Nord-Ouest couverte de lierre